# وو پنگ
وو پنگ (به انگلیسی: Wu Peng) (زادهٔ ۱۶ مهٔ ۱۹۸۷) شناگر اهل چین است.